# Liu Yutong
Dans ce nom chinois, le nom de famille, Liu, précède le nom personnel.
Pour les articles homonymes, voir Liu.
Liu Yutong (chinois : 刘禹彤), née le 5 mars 2004 à Cangzhou (Hebei), est une joueuse de parabadminton chinoise concourant en WH2 pour les athlètes en fauteuil roulant n'ayant pas de problèmes au niveau du tronc. Après deux titres mondiaux en simple (2017, 2019), elle remporte le titre paralympique en 2021.

## Carrière
Elle perd l'usage de ses jambes dans un accident de la route à l'âge de cinq ans. Elle commence le parabadminton en 2015 et est aujourd'hui entraînée par l'ancien médaillé d'argent des Jeux de 1996, Dong Jiong.
En 2017, alors qu'elle a seulement 13 ans, elle remporte son premier titre mondial en simple WH2 puis, l'année suivante, elle rafle l'or en simple WH2 et par équipes mixte WH1-WH2 avec Qu Zimo aux Jeux para-asiatiques de 2018. En 2019, elle réalise le double aux Mondiaux à Bâle avec l'or en simple et par équipes avec Yin Menglu.
Aux Jeux de 2020, Liu remporte l'or en individuel WH2, battant sa compatriote Xu Tingting deux sers à zéro en finale puis l'argent par équipes féminines Wh1-WH2 avec Yin Menglu.

## Résultats individuels

### Jeux paralympiques

#### En individuel
| Année | Lieu                               | Compétiteur | Score        | Résultat |
| ----- | ---------------------------------- | ----------- | ------------ | -------- |
| 2021  | Gymnase olympique de Yoyogi, Tokyo | Xu Tingting | 21-15, 21-15 | Or       |

#### Par équipes
| Année | Lieu                               | Partenaire | Compétiteur                 | Score               | Résultat |
| ----- | ---------------------------------- | ---------- | --------------------------- | ------------------- | -------- |
| 2021  | Gymnase olympique de Yoyogi, Tokyo | Yin Menglu | Sarina Satomi Yuma Yamazaki | 21-16, 16-21, 13-21 | Argent   |

### Championnats du monde

#### En individuel
| Année | Lieu                      | Compétiteur | Score        | Résultat |
| ----- | ------------------------- | ----------- | ------------ | -------- |
| 2019  | Halle Saint-Jacques, Bâle | Li Hongyan  | 21-12, 21-11 | Or       |
| 2017  | Dongchun Gymnasium, Ulsan | Xu Tingting | 21-8, 21-11  | Or       |

#### Par équipes
| Année | Lieu                      | Partenaire | Compétiteur                       | Score        | Résultat |
| ----- | ------------------------- | ---------- | --------------------------------- | ------------ | -------- |
| 2019  | Halle Saint-Jacques, Bâle | Yin Menglu | Sujirat Pookkham Amnouy Wetwithan | 21-11, 21-15 | Or       |
| 2017  | Dongchun Gymnasium, Ulsan | Zhang Jing | Sujirat Pookkham Amnouy Wetwithan | 7-21, 12-21  | Bronze   |